# Kia Classic
De Kia Classic is een jaarlijks golftoernooi voor vrouwen, dat deel uitmaakt van de LPGA Tour. Het toernooi werd opgericht in 2010 en vindt sinds 2013 plaats op de Aviara Golf Club in Carlsbad, Californië.
Het toernooi wordt over vier dagen gespeeld in een strokeplay-formule en na de tweede dag wordt de cut toegepast. Sinds de oprichting is Kia Motors hoofdsponsor van dit toernooi.

## Golfbanen
| Jaar  | Golfbaan                 | Plaats               | Info                |
| ----- | ------------------------ | -------------------- | ------------------- |
| 2010  | La Costa Resort & Spa    | Carlsbad, Californië | Baanrecord: 65 (-7) |
| 2011  | Industry Hills Golf Club | Californië           | Baanrecord: 64 (-9) |
| 2012  | La Costa Resort & Spa    | Carlsbad, Californië |                     |
| 2013- | Aviara Golf Club         | Carlsbad, Californië | Baanrecord: 64 (-8) |

## Winnaressen
| Jaar | Winnares          | Score | Score | Info                         |
| ---- | ----------------- | ----- | ----- | ---------------------------- |
| 2010 | Hee Kyung Seo     | 276   | –12   |                              |
| 2011 | Sandra Gal        | 276   | –16   |                              |
| 2012 | Yani Tseng        | 274   | –14   |                              |
| 2013 | Beatriz Recari po | 279   | –9    | Won de play-off van I.K. Kim |
| 2014 | Anna Nordqvist    | 275   | –13   |                              |
| 2015 | Cristie Kerr      | 268   | –20   |                              |

| Toernooirecord |  | po = winnares na play-off |